# مسجد آقا میرزا محمد باقر چهارسوقی
مسجد آقا میرزا محمد باقر چهارسوقی خوانساری مربوط به دوره قاجار است و در اصفهان، محله چهار سوق شیرازیها، تقاطع خیابان طالقانی و کاشانی واقع شده و این اثر در تاریخ ۱۱ مرداد ۱۳۸۴ با شمارهٔ ثبت ۱۲۳۰۱ به‌عنوان یکی از آثار ملی ایران به ثبت رسیده‌است. در این مسجد همه ساله در ماه محرم مراسم عزاداری بسیار باشکوه برگزار می‌گردد. همچنین مراسم شب‌های قدر نیز هر ساله در این مسجد بر پا می‌شود.